# Tommy Roe
 (septembre 2024).
Si vous disposez d'ouvrages ou d'articles de référence ou si vous connaissez des sites web de qualité traitant du thème abordé ici, merci de compléter l'article en donnant les références utiles à sa vérifiabilité et en les liant à la section « Notes et références ».
Tommy Roe, né le 9 mai 1942 à Atlanta (Géorgie, États-Unis), est un chanteur de rock américain. Il a été marié à l'actrice Josette Banzet.
Ses plus grands succès sont : « Sheila », n° 1 aux États-Unis et n° 3 en Angleterre en 1962, « Everybody », n° 3 aux États-Unis en 1963, « The Folk Singer », n° 4 en Angleterre en 1963, « Dizzy », n° 1 aux États-Unis et en Angleterre en 1969, et « Jamp Up and Jelly Tight » en 1970.

## Discographie
- Sheila, ABC Paramount, 1962
- Something For Everybody, ABC Paramount, 1964
- Sweet Pea, ABC Paramount, 1966
- It's Now Winter's Day, Sparton, 1967
- Dizzy, ABC Paramount, 1967
- Beginnings, ABC Paramount, 1971
- The Best of Tommy Roe, 1990
- Greatest Hits, Mis, 1994
- Devil's Soul Pile, Airbelle, 2012